# The Tremeloes
The Tremeloes su beat sastav s juga Engleske, popularni krajem 1960-ih. Oni su se uspjeli 14 puta popeti na britanske ljestvice popularnosti (Top 20), te 2 puta na američke.
Sastav je višekratno izmijenio članove, ali djeluje i danas poslije 50 godina.

## Povijest
Sastav su osnovali momci iz Dagenhamama, 1958. godine; 
Brian Poole (pjevač i gitarist), Alan Blakely (bubnjevi), Alan 
Howard (saksofon), i Graham Scott (gitara). Ubrzo im se pridružio Dave 
Munden na bubnjevima pa se Alan Blakely prebacio na gitaru, a 
Alan Howard na bas-gitaru. Munden je ne samo bio dobar bubnjar već i dobar pjevač tako da su Tremeloesi imali tri odlična pjevača i mogli izvoditi višeglasne 
melodije koje su tada bile u modi.
Sastav je postao lokalna atrakcija po raznim plesovima, uskoro su dobili angažman u američkoj zračnoj bazi, od tada sastav djeluje profesionalno. Od 1962. počeli su snimati za Decca Records, ispočetka po modi onog vremena pod imenom Brian Poole & the Tremeloes (tada se prvo isticalo solo pjevača sastava, pa tek onda prateći sastav, po istom obrascu oglašavali su se i Cliff Richard & The Shadows). 
Tremeloesi su snimali kojekakvi materijal, s ne baš velikim uspjehom, bili su i 
prateći sastav mnogim tadašnjim pjevačima i zabavljačima. Nastupali su na brojnih priredbama, čak i na filmu.
Prvi singl Tremeloesa koji se popeo na top liste bio je hit Beatlesa Twist and Shout (1963.), potom je uslijedio Do You Love Me (njihova izvedba pjesme američkog sastava The Contours). 1964., izbacili su dva hita Candy Man (Roy Orbisona), i Someone Someone koji su se popeli na britanske top ljestvice.
1966. godine Poole i Howard, napustili su sastav, vođenje je preuzeo Alan Blakely, u sastav je ušao Len 'Chip' Hawkes (kao zamjena za Howarda). 
Poslije velikih promjena u sastavu, promijenili su diskografsku kuću za Columbia Records 1967. godine, te nakon toga izdali nekoliko hitova; Here Comes My Baby (pjesma Cat Stevensa), Hello World te prepjev dva talijanska hita Suddenly You Love Me (izvorno pjesma Riccarda Del Turca Uno tranquillo) i My Little Lady (izvorno pjesma Oriette Berti Non illuderti mai). 
Vrhunac tog niza bio je hit Silence is Golden (izvorno pjesma američkog sastava Four Seasons)

### Nakon uspjeha
1970-ih počeo se mijenjati glazbeni ukus publike, Tremeloesi sa svojih višeglasnim baladama postali su za novu publiku suviše sladunjavi. I pored više pokušaja da pronađu neki novi stil (i fatalnih grešaka koje su pritom radili), nisu se više uspjeli približiti ukusu publike. Međutim nastavili su profesionalno djelovati svirajući po manjim dvoranama i tako uspjeli preživjeti do danas.

## Diskografija

### Singl ploče
| 1962. | "Twist Little Sister" (Keith Nylene / Tommy Harbrook)                                    | -   | -   |   |
| 1962. | "Keep on Dancing" (Bruce Bowles / Jimmy Hart)                                            | -   | -   |   |
| 1963. | "Twist and Shout" (Phil Medley / Bert Russell)                                           | #4  | -   | - |
| 1963. | "Do You Love Me" (Berry Gordy)                                                           | #1  | -   | - |
| 1963. | "I Can Dance" (Martin Simpson)                                                           | #31 | -   | - |
| 1964. | "Candy Man" (Roy Orbison)                                                                | #6  | -   | - |
| 1964. | "Someone Someone" (Norman Petty / Howard Greines)                                        | #2  | -   | - |
| 1964. | "Twelve Steps to Love" (Terrence Lowly)                                                  | #32 | -   | - |
| 1965. | "The Three Bells" (Jean Villard / Marc Herrand / Bert Reisfeld)                          | #17 | -   | - |
| 1965. | "After a While" (Chris Stomsworth)                                                       | -   | -   |   |
| 1965. | "I Want Candy" (Bert Berns / Bob Feldman / Gerald Goldstein / Richard Gottehrer)         | #25 | -   | - |
| 1965. | "Good Lovin'" (Rudy Clark / Arthur Resnick)                                              | -   | -   |   |
| 1966. | "Sounds of Silence" (Paul Simon)                                                         | -   | -   |   |
| 1966. | "Good Day Sunshine" (John Lennon / Paul McCartney)                                       | -   | -   |   |
| 1967. | "Here Comes My Baby" (Cat Stevens)                                                       | #4  | #13 |   |
| 1967. | "Silence is Golden" (Bob Crewe / Bob Gaudio)                                             | #1  | #11 |   |
| 1967. | "Even the Bad Times Are Good" (Peter Callander / Mitch Murray                            | #4  | #36 |   |
| 1967. | "Be Mine" (André Ferrari / Vito Pallavicini / Mike Smith / Duilio Sorrenti)              | #39 | -   |   |
| 1968. | "Suddenly You Love Me" (Peter Callander / Mario Panzeri / Daniele Pace / Laurenzo Pilat) | #6  | #44 |   |
| 1968. | "Helule Helule" (Peter Kabaka)                                                           | #14 | -   |   |
| 1968. | "My Little Lady" (Alan Blakley / Len Hawkes)                                             | #6  | -   |   |
| 1968. | "I Shall Be Released" (Bob Dylan)                                                        | #29 | -   |   |
| 1969. | "Hello World" (Tony Hazzard)                                                             | #14 | -   |   |
| 1969. | "(Call Me) Number One" (Alan Blakley / Len Hawkes)                                       | #2  | -   |   |
| 1970. | "By the Way" (Alan Blakley / Len Hawkes)                                                 | #35 | -   |   |
| 1970. | "Me and My Life" (Alan Blakley / Len Hawkes)                                             | #4  | -   |   |
| 1971. | "Hello Buddy" (Alan Blakley / Len Hawkes)                                                | #32 | -   |   |
| 1971. | "Right Wheel, Left Hammer, Sham!" (Alan Blakley / Len Hawkes)                            | -   | -   |   |
| 1972. | "I Like It That Way" (Alan Blakley / Len Hawkes)                                         | -   | -   |   |
| 1972. | "Blue Suede Tie" (Alan Blakley / Len Hawkes)                                             | -   | -   |   |
| 1973. | "Make or Break" (Alan Blakley / Len Hawkes)                                              | -   | -   |   |
| 1973. | "You Can't Touch Sue" (Alan Blakley / Len Hawkes)                                        | -   | -   |   |
| 1973. | "Ride On" (Alan Blakley / Len Hawkes)                                                    | -   | -   |   |
| 1974. | "Do I Love You?" (Cole Porter)                                                           | -   | -   |   |
| 1974. | "Say O.K. (Say You Love Me)" (Alan Blakley / Len Hawkes)                                 | -   | -   |   |
| 1974. | "Good Time Band" (Ted Summers)                                                           | -   | -   |   |
| 1975. | "Rocking Circus" (Alan Blakley / Len Hawkes)                                             | -   | -   |   |
| 1976. | "Caminando" (Alan Blakley / Len Hawkes)                                                  | -   | -   |   |
| 1977. | "Gin Gang Goolie" (Traditional)                                                          | -   | -   |   |
| 1978. | "Lonely Nights" (Alan Blakley / Len Hawkes)                                              | -   | -   |   |
| 1979. | "Lights of Port Royal" (Alan Blakley / Len Hawkes)                                       | -   | -   |   |
| 1983. | "Words" (F. R. David)                                                                    | -   | -   |   |
| 1987. | "Angel of the Morning" (Chip Taylor)                                                     | -   | -   |   |
| 1989. | "Lean on Me Baby" (Alan Blakley)                                                         | -   | -   |   |

## Vanjske poveznice
- The Tremeloes, stranice obožavatelja  Arhivirana inačica izvorne stranice od 18. lipnja 2007. (Wayback Machine)
- Brian Poole & The Tremeloes stranice obožavatelja
- Diskografija Tremeloesa